# Секонді-Такораді

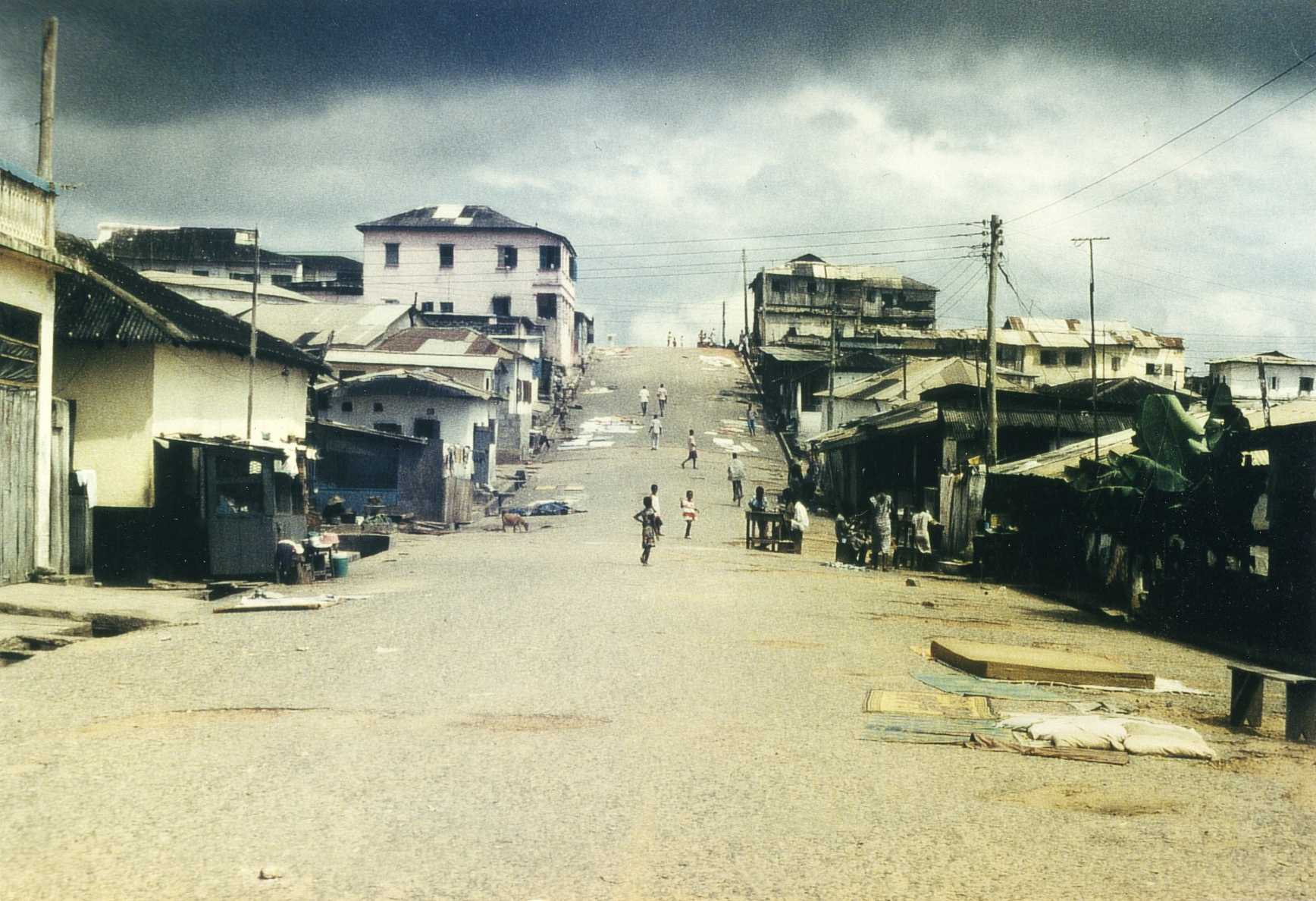
Вулиця в місті

Секонді-Такораді — місто в Гані, на узбережжі Гвінейської затоки, адміністративний центр Західної області. Населення — 335 тис. мешканців (2005). Четверте за населенням місто Гани після столиці країни Аккри, Кумасі і Тамале.

## Міста-побратими
- Бостон (США)
- Окленд (США)